# 古湖街道
古湖街道，是中华人民共和国四川省内江市隆昌市下辖的一个乡镇级行政单位。

## 行政区划
古湖街道下辖以下地区：
大东街社区、游园路社区、文庙坝社区、春光路社区、北门口社区、康复路社区、跃进街社区、张拱桥社区、金华路社区、飞泉村、建设村、春光村、望城村、金星村、上游村、古宇村、工农村、恒星村、红卫村、卫星村、巨星村、明星村、罗星村和群星村。